# Культура Каліфорнії
Каліфорнія відома багатьма музеями світового рівня. Йдеться про Художній музей округу Лос-Анджелес, Музеї сучасного мистецтва в Сан-Франциско і музеї Дж. Пола Гетті. Музей Гетті(J. Paul Getty Museum) — найбільший художній музей Каліфорнії. Музей складається з двох місць — знаменитої Вілла Гетті в Pacific Palisades і Центру Гетті в Лос-Анджелесі. Експозиція Центру Гетті представляє велику виставку мистецтва Заходу від Середньовіччя до наших днів. Музей Вілла Гетті представляє один із найбільших зборів античного мистецтва у світі. Щорічно музеї Гетті відвідує більше 1,3 мільйонів чоловік, що робить їх одними з самих відвідуваних музеїв США.
Знаменитий музей був заснований в 1954 році колекціонером і нафтовим магнатом Дж. Полом Гетті(1892—1976), одним з найбагатіших людей ХХ століття. Створений Підлогою Гетті музейний фонд у розмірі мільярда доларів, дозволив музею Гетті після смерті свого засновника, стати одним з видатних покупців предметів античного і європейського мистецтва на провідних світових аукціонах. Створення колекції велося з таким успіхом, що керівництво музею часто звинувачували в навмисному створенні штучного ажіотажу на ринку витворів мистецтва, а також в незаконній купівлі і вивезенні витворів античного мистецтва. Спочатку музей розташовувався на Віллі Гетті, побудованої за зразком знаменитої античної Вілли папірусів в Геркулануме. У 1997 році в Лос-Анджелесі відкрилася будівля Центру Гетті, побудована за проектом архітектора Річарда Меєра, будівництво якого обійшлося 1,2 мільярдів доларів. У період з 1997 по 2006 рік Вілла Гетті була закрита на реконструкцію. Колекція музею настільки велика, що займає чотири виставкові павільйони. На публічний огляд виставлена тільки частина колекції Гетті. Подорожуючи по музею, ви можете узяти аудіо-гід або заздалегідь спланувати свою екскурсію на основі медіафайлів і закладок наданих на GettyGuide. На території музею також проводяться спеціальні дитячі тури і розважальні семінари. Вхід в музей Гетті безкоштовний. Музей працює цілий рік, окрім понеділків, 1 січня, 4 липня, Дня подяки і 25 грудня. На території музею проводяться концерти і інші культурні заходи. Головний художній музей Сан-Франциско — Музей сучасного мистецтва(San Francisco Museum of Modern Art або, скорочено, SFMoMA) — це 18500 м² загальній площі, майже 5000 м² виставкового простору, більше 26000 робіт і такі імена, як Воргол, Поллок, Матісс, Раушенберг, Рівера, Пауль Клее, Вестон тощо. У рейтингу музеїв сучасного мистецтва в США музей поступається першістю тільки Нью-Йоркському Музею сучасного мистецтва.
Автор проекту будівлі — відомий швейцарський архітектор Маріо Ботта, оригінал, творіння якого важко віднести до якого-небудь стилю. Ботта не захотів створювати ще одну «коробку, забиту мистецтвом»(відома критика на адресу нової будівлі музею de Young). Він подарував городянам дивну, одночасно незграбну і елегантну будівлю з велетенським «оком Циклопа» вгорі — величезним зрізаним циліндром(він же — люк для стельового освітлення). Цей незвичайний об'єм не лише виділяє будівлю зовні, він організовує ефектний відкритий простір усередині будівлі. Інтер'єр взагалі справляє сильне враження: це — вражаючі наповнені світлом простори з цікавою зміною ракурсів і несподіваними деталями. У SFMoMA, коли насититеся мистецтвом до певної межі, ви можете перекусити і випити каву в Caffe' Museo на першому поверсі, з його еспресо-баром, або в Rooftop Coffee Bar, маленькому кафе на даху. Найкреативніші співробітники цього останнього створюють печиво і тістечка, натхненні роботами з музейної колекції, — для тих, хто дійсно хоче насититися мистецтвом. Вони можуть насолодитися ним там же, в садку скульптури(який, на жаль, оточений стінами, що позбавляє вас виду на місто). Музей досить популярний, особливо по вихідних.
З культурної точки зору буде цікавий і Лос-Анджелес, де окрім розкішних готелів, ресторанів і торгових комплексів відкриті немало музеїв і виставкових центрів. Музей Патерсена присвячений автомобілям, а в Музеї витончених мистецтв можна побачити прекрасні картини і скульптури. Найвідомішим музеєм просто неба є Асфальтове озеро Ла-Бреа, розташоване на території Хенкок-парку. Тут представлена багата колекція копалин.
Затока біля Сан-Франциско має популярність серед туристів завдяки вікторіанській архітектурі. Дизайн міста формувався Френком Ллойдом Райтом і Деніелем Бернхемом, хоча зараз архітектурний тон задають ті, що живуть тут Френк Гері і Джо Ерік. У Каліфорнії жил лауреат Нобелівської премії Джон Стейнбек, а також «письменники-бітники» Джек Керуак і Аллен Гінзбург. Нині творчу естафету від них прийняли письменники Еммі Тан(«Клуб радості і удачі») і Сью Крафтон. У Каліфорнії починали кар'єру Біч-Бойс, Дженіс Джоплін, Грейтфул-Дед і Ред-Хот-Чилі-Пепперс. Прославлену каліфорнійську кухню створили шеф-кухаря Вольфганг Пук і Еліс Уотерс: вони поєднували місцеві інгредієнти з азійськими способами приготування їжі.

## Архітектура
Громадська аудиторія Сан-Габріель, приклад архітектури Mission Revival Style
Окрім архітектури каліфорнійських місій та інших колоніальних будівель, існує ще багато архітектурних ремінісценцій іспанського періоду, особливо в Південній Каліфорнії, де розташовані білі штукатурка, плитка з червоної черепиці, криволінійні арки, арочні вітрини, балкони або навіть дзвіниці вбудовані в сучасні стилі будівлі в тому, що називається іспанська колоніальна архітектура відродження, архітектурно-стилістичний рух Сполучених Штатів, що відбувся на початку 20 століття.
Поки іспанські архітектурні стилі з'являються у штаті, північні каліфорнійські міста більш помітно відрізняються історичною вікторіанською архітектурою, для якої Сан-Франциско славиться, але яка домінує у центральних історичних районах більшості міст Північної Каліфорнії. Міста Еврика та Ферндейл, в окрузі Гумбольдт, особливо заслуговують на увагу за їх добре збереженим вікторіанським будівельним фондом.
Сьогоднішня архітектура в Каліфорнії — це суміш багатьох інших культурних впливів, що призвели до новаторських модерністських стилів, які сформували багато інших цікавих і незвичайних типів будівель.
Плівка Американська кіноіндустрія.
Каліфорнія є домом для Голлівуду (округу міста Лос-Анджелес), що є центром американської кіноіндустрії, що породжує популярний у стилі модний фільм та стереотипні стилі життя, такі як мешканці пляжу серферів.
Голлівуд зробив глибокий вплив на культуру в усьому світі з початку 20 століття. Під час так званого Золотого століття Голлівуду, який тривав від кінця тихої епохи в американському кіно наприкінці 1920-х до кінця 1950-х років, з голлівудських студій було випущено тисячі фільмів. Спроби виготовити спектакль на екрані фільму в основному сформували американське кіно з тих пір. Ефектні епохи, які використовували нові широкоекранні процеси, стали все більш популярними з 1950-х років.
Сьогодні, незважаючи на жорстку конкуренцію з боку інших країн та навіть інших держав у США, Каліфорнія все ще керує галуззю, і її постановки демонструються у всьому світі, впливаючи на сприйняття фантастики та навіть реальність мільйонів людей з усіх частин глобус

## Музика
Гітара був інструментом, який вибрав мексиканський штат Альта Каліфорнія, і в колекції представлені два композитора для інструменту. Мануель Й. Феррер були зібрані в книзі з 144 сторінок під назвою «Композиції та композиції для гітари», випущеної в Сан-Франциско в 1882 році, а потім перевидана в Бостоні Олівером Дітсоном у 1915 році. Багато його творів з'являються в колекції нот.  Додатковий каліфорнійський художник, названий Луїсом Т. Ромеро, представлений його оркестром 1889 року для гітари Ла Паломи, який виконує Пандеєр.
У 1898 році колекція під назвою «Характеристичні пісні іспанських каліфорнійців» була опублікована як Каньйонес дель Паіс де Каліфорнія в Санта-Барбара.
Каліфорнія — місце народження ряду відомих у світі музичних жанрів, серед яких:
- Третя хвиля ска з такими групами як Reel Big Fish, Suburban Rhythm, Sublime і No Doubt.
- Хіп-хоп західного узбережжя, наприклад Тупак Шакур, Кіпрес Хілл, Лід Куб, Н. В.А.
- Джаз на західному узбережжі
- Блюз на західному узбережжі
- Гангста-фанк, наприклад Снуп Догг, доктор Дре Тарша метал Бей, напр. Metallica, Exodus
- Альтернативний рок / ну метал, наприклад Корн, Лінкін Парк, П. О.Д.
- Камінь Stoner, напр. Сон, Кюс

Інші відомі артисти з Каліфорнії з жанрів, які не походять від держави, включають:
- Тяжкий метал: Guns N 'Roses, Van Halen, Mötley Crüe, Megadeth, Slayer
- Панк: «Мертві Кеннедіс», «Круг», «Зелений день»
- Латинська рок: Сантана, Річі Валенс
- М'який рок, наприклад Плотники